# Eksperyment (film duński)
Eksperyment, (oryg. Eksperimentet, alias Den grønlandske elite lub I den bedste mening) – duński dramat z 2010 roku w reżyserii Louise Friedberg.

## Fabuła
W roku 1951 rząd duński wprowadził w życie pewien eksperyment. Starannie wybrano do niego 16 inuickich dzieci, których odebrano rodzicom i umieszczono w domu dziecka w Nuuk. Celem owego eksperymentu było ucywilizowanie i wychowywanie ich na dobrych, duńskich obywateli, którzy później mieli przewodzić transformacji Grenlandii z zacofanego kraju myśliwych do współczesnego społeczeństwa o duńskiej mentalności. Zadanie to otrzymała Gert – dyrektorka domu dziecka i pielęgniarka, która ślepo wierzyła w słuszność tego eksperymentu. Niestety okazał się on fiaskiem.

## Tło historyczne
Film jest inspirowany prawdziwymi wydarzeniami, które miały miejsce w roku 1951. W ramach tego eksperymentu 22 dzieci zostało odizolowanych od swych rodzin i wywiezionych do Danii, gdzie wpajano im język i kulturę duńską. Program okazał się porażką. Później dzieci te były oddane do adopcji lub umieszczone w rodzinach zastępczych. Wiele z nich zmarło wkrótce po osiągnięciu wieku dorosłego.
W roku 2009 Kuupik Kleist, który wówczas był premierem Grenlandii, wraz z grupą adwokatów żądał oficjalnych przeprosin ze strony rządu duńskiego, które wówczas nie nadeszły. Chciał również pełnego śledztwa w tej sprawie.
Według islandzkiego serwisu IceNews eksperyment ten był uważany przez duńskich Socjaldemokratów za czarny rozdział w historii Danii.

## Nagrody i nominacje[1]
W roku 2011 film otrzymał jedną nagrodę oraz trzy nominacje:
- Nagroda specjalna na festiwalu Baltic Debuts Film Festival[2]
- Nominacja do nagrody Bodil Awards za najlepszą rolę żeńską dla Ellen Hillingsø
- Nominacja do nagrody Bodil Awards za najlepszą drugoplanową rolę żeńską dla Laury Skaarup Jensen
- Nominacja do nagrody Robert Festival za najlepszą rolę żeńską dla Ellen Hillingsø

## Obsada[1]
|  | - Ellen Hillingsø – Gert - Laura Skaarup Jensen − Karen - Nukâka Coster-Waldau – Margrethe - Morten Grunwald – pan Omann - Pilutaq Mati Stork – Abel - Aputsiaq Jensen – Ole - Najaaraq Margit Davidsen – Dorthe - Najaaraq Stork – Cathrine - Kristian Falck-Petersen – Daniel - Sten-Peter Sanimuinak – Konrad | - Tanja Kielsen – Kirsten - Charlie Lange – Lars - Iben Constance Francie Lange – Petrine - Laura With Bødker – Johanne - Benjamin With Bødker – Benjamin - Julia Naamansen – Victoria - Nukappiaaluk Nielsen – Jonathan - Hugo Magnus Jerimiassen – Otto - Cecilie A. Kjeldsen – Helene - Laura Bro – Høgh - Domilia Marianne Singertat – Marie | - Kurt Ravn – inspektor Svendsen - Mads Wille – Niels - Paniaraq R. Søltoft – Ingrid - Finn Nielsen – Jørgen Møller - Miki Jacobsen – Heilmann - Miki Sloth Pedersen – Svend - Kari Waver – Lynge - Angunnguaq Larsen – Vittus - Astrid Danielsen – Marianne - Peder Holm Johansen – Betjent Jensen |